# Bromus rubens
Pour les articles homonymes, voir Brome (homonymie).
Espèce
Classification phylogénétique
Bromus rubens, le brome rougeâtre, est une espèce de plantes monocotylédones de la famille des Poaceae, originaire du bassin méditerranéen.
C'est une plante herbacée annuelle, qui se rencontre le long des routes, dans les terrains vagues, les parcours et les champs cultivés. Présente en Europe méridionale, en Afrique du Nord et au Proche-Orient, elle s'est naturalisée en Amérique du Nord et en Australie.
C'est une "mauvaise herbe" des cultures de céréales, dont on a signalé une population résistante au glyphosate en Australie.

## Taxinomie

### Synonymes
Selon Catalogue of Life (21 février 2016) :
- Anisantha rubens (L.) Nevski,
- Bromus madritensis var. rubens (L.) Husn.,
- Bromus madritensis subsp. rubens (L.) Husn.,
- Bromus rubens subsp. eurubens Maire, nom. inval.,
- Bromus scoparius var. rubens (L.) St.-Amans,
- Bromus sterilis var. rubens (L.) Kuntze,
- Festuca rubens (L.) Pers.,
- Zerna rubens (L.) Grossh.

### Liste des sous-espèces et variétés
Selon World Checklist of Selected Plant Families (WCSP) (20 février 2016) :
- sous-espèce Bromus rubens subsp. kunkelii (H.Scholz) H.Scholz (1996)
- sous-espèce Bromus rubens subsp. rubens

Selon Tropicos (20 février 2016) (Attention liste brute contenant possiblement des synonymes) :
- sous-espèce Bromus rubens subsp. fasciculatus (C. Presl) Trab.
- variété Bromus rubens var. glabriglumis Maire
- variété Bromus rubens var. rigidus (Roth) Mutel
- variété Bromus rubens var. rubens